# Speyside House

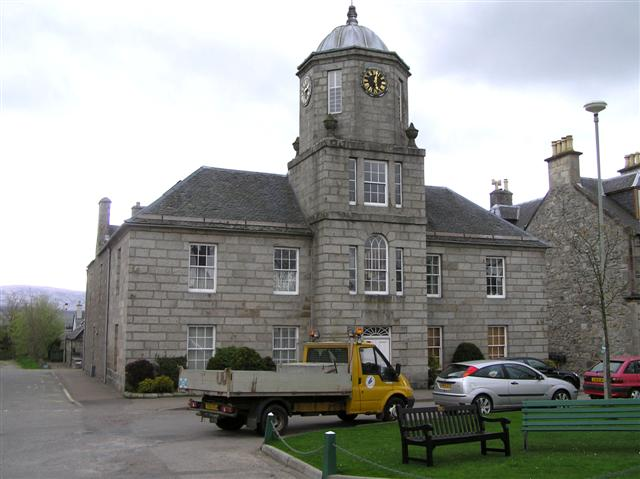
Speyside House

Das Speyside House ist ein heute als Wohnhaus genutztes Gebäude in der schottischen Ortschaft Grantown-on-Spey in der Council Area Highland. Das Gebäude wurde 1971 in die schottischen Denkmallisten in der höchsten Denkmalkategorie A aufgenommen.

## Geschichte
Im Laufe seiner Geschichte diente das Speyside House verschiedenen Zwecken. Es wurde 1766 als Wohnhaus von Lady Anne Duff, Schwiegermutter von James Grant, dem Gründer der Plansiedlung Grantown, errichtet, die dort jedoch nur für kurze Zeit lebte. Anschließend wurde es zum Stadthotel Grantowns umfunktioniert. 1787 wurde dort eine Schule eingerichtet. Im Erbe der 1788 verstorbenen Lady Grant of Monymusk war eine Summe zur Entwicklung der Schule enthalten, welche der Clan Grant durch weitere Spenden erhöhte. 1796 wurde die Schule in Speyside House umorganisiert zur Speyside Charity School und gilt als erstes Waisenhaus der Highlands. Zwischen 1822 und 1824 erfolgte der weitgehende Neubau von Speyside House nach einem Entwurf John Russells. Der Uhrenturm wurde aus ungenutzten Spenden für russische Geschädigte der Koalitionskriege aus dem Jahre 1813 finanziert. Die Turmuhr fertigte der aus Forres stammende George Smith. Der Betrieb des Waisenhauses wurde 1975 eingestellt und das Gebäude an die Council Area Highland veräußert. 1979 wurde dort ein Heimatmuseum eingerichtet. 1986 erfolgte der Verkauf an einen privaten Investor, welcher Speyside House in Wohneinheiten unterteilte und als Wohnraum weiternutzte.

## Beschreibung
Speyside House steht am zentralen Platz Grantowns namens The Square. Das klassizistisch ausgestaltete Speyside House ist aus grauen Granitquadern aufgemauert. Die rückwärtige Fassade ist Harl-verputzt. Die nordwestexponierte Hauptfassade des zweigeschossigen Gebäudes ist fünf Achsen weit. Markant ist der Uhrenturm, der als Mittelrisalit aus der Fassade heraustritt. An seinem Fuße ist das zweiflüglige, rustiziert gefasste Hauptportal eingelassen. Darüber sind ein venezianisches Fenster und ein Drillingsfenster eingelassen. Auf Firsthöhe des Hauptdaches sitzt eine oktogonale Trommel mit alternierenden Uhren und länglichen Sprossenfenstern auf. Der Turm schließt mit einem geschwungenen Bleidach mit Wetterfahne. Entlang der Fassaden von Speyside House sind zwölfteilige Sprossenfenster eingelassen. Unterhalb des schiefergedeckten Walmdachs läuft ein Kranzgesims um.